# Arial

Arial

Arial, někdy označovaný jako Arial MT, je bezpatkový typ písma, který je součástí balíku Microsoft Windows, některého dalšího software firmy Microsoft a Mac OS X firmy Apple. V roce 1982 ho pro společnost Monotype Corporation vytvořili Robin Nicholas a Patricia Saunders. V roce 1990 byl Arial uveden jako TrueType. Je velmi podobný staršímu písmu Helvetica.
Existuje mnoho odlišných písem používajících označení Arial, obvykle se však jedná o písma s odlišnými základními rozměry znaků, např. Arial Black, Arial Extra Bold, Arial Condensed, Arial Light, Arial Medium, Arial Monospaced, Arial Narrow a Arial Rounded.
Arial je komerční font, který je možné v jeho nejnovějších verzích (verze 5.x) získat pouze jeho zakoupením nebo zakoupením softwaru, jehož tvůrci zaplatili za licence. Starší verze tohoto fontu (verze 2.82 z roku 2000) obsahující menší počet znaků je možné získat také bezplatně, ale jenom jako freeware s omezenými možnostmi použití.
Ve světě svobodného softwaru se obvykle místo proprietárního fontu Arial používá jeden z metricky kompatibilních fontů šířených pod svobodnou licencí, například: Liberation Sans, Nimbus Sans L, FreeSans a podobně.
Písmo Arial dlouhodobě nebylo předinstalované v operačním systému Mac OS a naopak v něm bylo jako předvolené bezpatkové písmo používaná Helvetica. Až v novějších verzích Mac OS X jsou obě tato písma předinstalovaná. Helvetica se v mnohých aplikacích v Mac OS X dodnes používá jako předvolené bezpatkové písmo.